# Helan och Halvan som snickare
Helan och Halvan som snickare (engelska: Busy Bodies) är en amerikansk komedifilm med Helan och Halvan från 1933 regisserad av Lloyd French.

## Handling
Helan och Halvan jobbar som snickare på sågverk, och när de anländer är de båda på gott humör. Den lilla glädjestunden kommer dock inte vara särskilt länge när de börjar ställa till problem på jobbet, från att bara ställa till det för sig själva till att hamna i bråk med andra arbetare.

## Om filmen
När filmen hade Sverigepremiär gick den under titeln Helan och Halvan som snickare. Alternativa titlar till filmen är Helan och Halvan i klämma, Snickare i farten och Flitiga kamrater.
Filmen är inspirerad av Stan Laurels tidigare stumfilm The Noon Whistle från 1923.
Filmen finns utgiven på DVD och Blu-ray.

## Rollisa (i urval)
- Stan Laurel – Stan (Halvan)
- Oliver Hardy – Ollie (Helan)
- Charlie Hall – arbetare på sågverket
- Jack Hill – arbetare på sågverket
- Tiny Sandford – förman på sågverket[1]